# Ли Ен Гын
Ли Ен Гын (1903, Таудеми, Приморская область — не ранее 1965, Туркестанская область) — колхозник, бригадир колхоза «Авангард» Чиилийского района Кзыл-Ординской области, Казахская ССР. Герой Социалистического Труда (1949).

## Биография
Родился в 1903 году в селе Таудими. Окончил четыре класса начальной школы. В 1929 году начал свою трудовую деятельность в колхозе «Авангард» Бикинского района Хабаровского края. В 1931 году вступил в ВКП(б). После депортации корейцев с Дальнего Востока в 1937 году был определён на спецпоселении в Чиилийском районе Кызыл-Ординской области Казахской ССР. Работал разнорабочим в колхозе «Авангард» Чиилийского района в селе Акмая, потом был назначен звеньевым рисоводческого звена этого же колхоза.
В 1940 году, применяя передовые агрономические методы, достиг значительных успехов в выращивании риса, за что был награждён Правительством Казахской ССР Почётной Грамотой в честь 20-летия Казахстана.
В 1948 году звено под руководством Ли Ен Гына собрало в среднем по 100,5 центнеров риса с каждого гектара на участке площадью 20 гектаров. Указом Президиума Верховного Совета СССР от 20 мая 1949 года удостоен звания Героя Социалистического Труда с вручением ордена Ленина и золотой медали «Серп и Молот».
В 1955 году его перевели на спецпоселение в Чимкентскую область, где он стал работать в колхозе «Ленинизм». С 1964 года — рабочий колхоза имени Алишера Навои.
Последние годы своей жизни проживал в селе Белые Воды (с 1990 года — село Аксукент) Южно-Казахстанской области. Персональный пенсионер союзного значения.

## Награды
- Герой Социалистического Труда
- Орден Ленина
- Медаль «За доблестный труд в Великой Отечественной войне 1941—1945 гг.»
- Отличник социалистического соревнования НКЗ СССР (1943)

## Комментарии
1. ↑  Село Та-Удими[1] (Таудми[2], Таудеми), относившееся к Ольгинскому уезду Приморской области, располагалось в 3 км от Новолитовска, недалеко от деревни Кирилловка[3]; не сохранилось; ныне — территория Партизанского района Приморского края.